# Distretto di Gostynin
Il distretto di Gostynin (in polacco powiat gostyniński) è un distretto polacco appartenente al voivodato della Masovia.

## Geografia antropica

### Suddivisioni amministrative
Il distretto comprende 5 comuni.
- Comuni urbani: Gostynin
- Comuni rurali: Gostynin, Pacyna, Sanniki, Szczawin Kościelny